# エニシダ属
エニシダ属（学名: Cytisus）はマメ科の属の一つ。
Argyrocytisus（ギンヨウエニシダ属）、Genista（ヒトツバエニシダ属）、Spartium（レタマ属）など、25属約200種でエニシダ節(Genisteae) を構成しており、これらをまとめてエニシダ（英語ではbroom）と呼ぶことがある。

## 名前について
属名のCytisusは、古いギリシャ語のkytisso（つめくさ、クローヴァー）に由来するとされている。
和名のエニシダは、スペイン語でよぶ hiniesta（イニエスタ）がなまったもの、あるいは近縁のヒトツバエニシダ属 (Genista) のオランダ語読みヘニスタから来たとされているが、確証はない。

## 分布および形態
アジア西部からヨーロッパ、アフリカの温暖な地方に30種あまりが分布している。落葉または常緑の低木で、樹高は2-4mくらい、良く分枝し、葉は単葉または3裂し、非常に細いものが多い。花は良く分枝した枝の葉腋に咲くか、総状花序を作り、一つの花は小さいが、非常に多数の花が開花する。原則として黄花だが、白花もあり、交配種には、赤・牡丹色・ピンク・オレンジ色や、それらと黄色の複色花になるものもある。果実はさやえんどうそっくりだが、熟すと真っ黒になる。

## 主な種
- エニシダ (金雀枝[2]・金雀児[2]、C. scoparius[3], syn. Sarothmus scoparius[4])

原産地がイベリア半島。常緑または半常緑の低木で、高さは1メートル (m) ほど。枝は細く、多数がほうき状に枝分かれして先は垂れる。樹皮は淡褐色で緑色を帯び、縦に筋が入る。枝には稜があり、冬でも緑色をしており、はじめのうち毛がある。冬芽は鱗芽で互生し、小さな半球形や卵形で赤みを帯び、2枚の芽鱗に包まれている。葉痕は三日月形よりもV字形で維管束痕は不明瞭である。寒い地方では、冬に葉を落とす。
細かい葉と、黄色も細かい花をつける。開花期は春（4 - 5月）。日本へは明治期に導入され、湘南地方など海岸沿いの温暖な砂地の庭木や公園用樹として植えられている。道路法面などの緑化や砂防用に植えられることも多く、花の時期は目立つ。果実（豆果）は熟すと黒くなる。また、この種は成熟すると殻が激しく爆発することで遠くへ飛んでいくことが知られている。時には15ｍほど飛んでいくこともある。全草にスパルテイン、サロタムニン、ゲニステイン、スコバリンなどのアルカロイドを含み、有毒。
束ねて箒にすることから、スコッチ・ブルームとよばれる。
- ヒメエニシダ (C. x spachianus[6], syn. Genista x spachiana)

原産地が地中海沿岸の低木。開花期は春。「エニシダ」として鉢植で売られているものは、実は本種であることが多い。

## 栽培
挿し木などの栄養繁殖はしにくいが、交配種はタネをまいた翌年から開花するため、原則として実生でふやす。10月に黒く熟したさやから種を採取して保存し、翌年3月中旬から下旬にまいて2～3mm覆土する。種は硬実種子なので、80℃のお湯に約30分浸してからまくと、発芽しやすくなる。種蒔き後、10-20日で発芽する。一度移植用のポットに取り、庭に1mの株間で定植する。大きい苗の移植はできない。
春から秋まで日が良く当たり、排水のよいやや乾燥気味の、弱アルカリ性の土壌で良くできる。

## 用途
西洋ではエニシダの枝から箒（ほうき）を作った。魔女がまたがって空を飛ぶという箒もエニシダの枝でできているという。
枝先の帯化したものをセッカエニシダ（石化エニシダ）といい、生け花などに利用される。

## その他
- 俳句では、エニシダがその花を咲かせる夏の季語となっている。